# 拉菲格拉
拉菲格拉，是西班牙加泰罗尼亚塔拉戈纳省的一个市镇。总面积19平方公里，总人口124人（2001年），人口密度7人/平方公里。